# 硫酸亚锡
硫酸亚锡，化学式SnSO4。

## 性质
一种白色或浅黄色结晶粉末，溶于水，溶于稀硫酸，酸性溶液稳定。在空气中逐渐被氧化为四价锡盐。加热至360°C时分解放出二氧化硫。

## 制备
溶于盐酸的氯化亚锡与碳酸钠溶液反应得到一氧化锡，然后加入硫酸反应，再经蒸發结晶、过滤和干燥，制得硫酸亚锡。
{\displaystyle {\rm {\ SnCl_{2}+Na_{2}CO_{3}\rightarrow 2NaCl+CO_{2}+SnO\downarrow }}}
{\displaystyle {\rm {\ SnO+H_{2}SO_{4}\rightarrow SnSO_{4}+H_{2}O}}}

## 用途
电镀工业中用作电镀液。印染工业中用作媒染剂。也用作化学分析试剂等。